# 聖約翰大廈
聖約翰大廈，位於香港港島中環花園道33號的一座商業大廈，由關吳黃建築師事務所設計，1983年落成並於同年獲得香港建築師學會銀牌奬。香港上海大酒店有限公司屬下出租物業，山頂纜車中環總站位於地下，大廈內有比利時及盧森堡駐港總領事館。西望可見美國駐香港總領事館，因此在911事件之後保安森嚴。

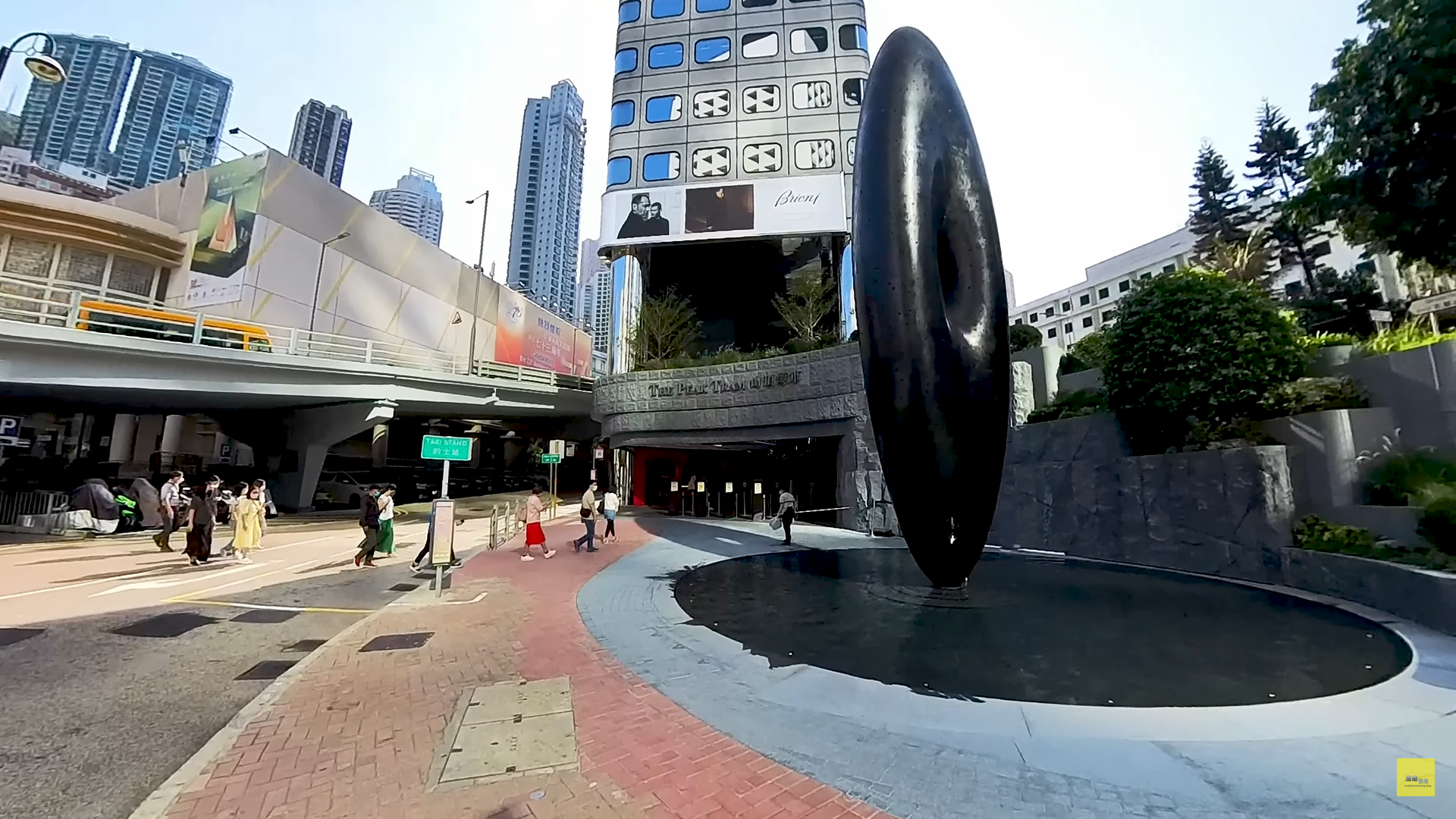
山頂纜車中環總站

聖約翰大廈門外有一座噴水池。每逢假日或中秋節等節日，等候乘搭山頂纜車的乘客會沿聖約翰大廈外排隊。

## 歷史
- 1980年代該址進行重建。
- 2001年12月15日聖約翰大廈董建華競選辦公室首日開幕。
- 2005年12月17日反世貿示威者包括韓國農民一百人遊行到聖約翰大廈，向歐盟駐港辦事處請願。

## 景點
- 香港公園
- 聖約翰座堂
- 維多利亞港
- 香港動植物公園

## 道路
- 花園道
- 紅棉路
- 金鐘道
- 堅尼地道
- 麥當奴道
- 上亞厘畢道

## 學校
- 聖保羅男女中學
- 聖若瑟書院

## 交通
- 巴士
- 電車
- 山頂纜車
- 港鐵金鐘站

## 外部連結
- 香港上海大酒店：聖約翰大廈
- 比利時註港領事館地址：香港中環花園道33號聖約翰大廈9字樓